# Union File System
UnionFS (Union File System) est un service du système de fichiers de Linux qui permet de fusionner plusieurs points de montage appelés "branches" : c'est un union mount. L'utilisation habituelle de ce système est de fusionner une partition système en lecture seule avec une partition en écriture permettant d'enregistrer les nouveaux fichiers et fichiers modifiés, le système UnionFS se chargeant de ne présenter que la dernière version de chaque fichier.
Il existe en deux versions, la 1.x compilable en module indépendant, et la 2.x candidate à l'inclusion dans le noyau Linux.
Unionfs est développé par Erez Zadok et son équipe à l'université de Stony Brook. Il en existe une implémentation alternative, nommée aufs.

## Exemples
Il est principalement utilisé dans les distributions Linux en Live CD, dans lesquels le système principal n'est pas inscriptible, et le second système de fichiers est de type tmpfs en RAM. Il est aussi utile dans l'informatique embarquée, et en particulier pour minimiser les mises à jour effectives de filesystem sur le support physique et ainsi préserver la durée de vie des disques à mémoire flash (SSD).
C'est aussi le système de fichiers retenu sur l'EeePC, pour fusionner la partition système figée en usine avec une partition modifiable par l'utilisateur permettant tout type de modifications et mises à jour. Ainsi, pour restaurer la configuration d'origine, il suffit d'effacer la partition ré-inscriptible.